# Kabarowce
Kabarowce (ukr. Кабарівці) – wieś na Ukrainie w rejonie tarnopolskim należącym do obwodu tarnopolskiego, położona nad rzeką Strypa.
Do 2020 w rejonie zborowskim.

## Ludzie
- We wsi urodził się Łukasz Baraniecki (1798–1858), duchowny rzymskokatolicki, arcybiskup metropolita lwowski[3].
- Jan Glodziński – proboszcz greckokatolicki we wsi od 1890[4]